# Мали Тријанон
Мали Тријанон (фр. Petit Trianon) је дворац за забаву у северозападном делу парка дворца Версај код Париза у Француској. Подигао га је краљ Луј XV по пројекту архитекте Габријела Анж-Жака. Изградња је трајала 1762—1768. 
У близини Версајског доврца, уз северни крак великог канала, Луј XIV је подигао дворац Велики Тријанон. Тај дворац је служио краљу и његовој породици да се склоне од стресног живота на двору. Луј XV је близу Великог Тријанона саградио Мали Тријанон за своју љубавницу мадам Помпадур, али је она убрзо умрла (1764). Дворац је тако припао новој краљевој миљеници, мадам Дубари. Када је Луј XVI наследио овај дворац, поклонио га је својој супрузи Марији Антоанети. 